# 今堀博
今堀 博（いまほり ひろし、1961年〈昭和36年〉8月4日 - ）は、日本の化学者。
専門は、有機化学・光化学。学位は、工学博士（京都大学・1990年）。京都大学大学院工学系研究科分子工学専攻教授。同大学福井謙一記念研究センター教授。高等研究院 物質－細胞統合システム拠点（iCeMs）教授。

## 略歴
1985年に京都大学理学部の化学専攻を卒業後、大学院に進学。1990年、京都大学大学院理学研究科博士課程修了 。博士（理学）。1990年からに米国ソーク研究所にて博士研究員を勤めた後、 1992年に大阪大学産業科学研究所 助手に着任。その後同大学助教授を経て 2002年より京都大学大学院工学研究科教授、2007年より京都大学「物質－細胞統合システム拠点」主任研究員、現在に至る。

## 研究領域
有機化学・光化学を専門とする。 特に有機材料を用いた「人工光合成」や「有機太陽電池」などの光エネルギー変換材料系の開発に取り組み、数多くの功績を得ている。フラーレンを組み込んだドナー・アクセプター連結系分子を人工光合成のモデルとしてその優位性を提唱し、国内外を問わず多くの研究者がフラーレンを用いた人工光合成系の研究に参入するきっかけとなった。

### 主要業績
- Light-Harvesting and Photocurrent Generation by Gold Electrodes Modified with Mixed Self-Assembled Monolayers of Boron Dipyrrin and Ferrocene-Porphyrin-Fullerene Triad  (Imahori, H. et al.). J. Am. Chem. Soc., 123, 100-110 (2001).
- Modulating Charge Separation and Charge Recombination Dynamics in Porphyrin−Fullerene Linked Dyads and Triads:  Marcus-Normal versus Inverted Region (Imahori, H. et al.). J. Am. Chem. Soc. 123, 2607–2617. (2001).
- Charge Separation in a Novel Artificial Photosynthetic Reaction Center Lives 380 ms (Imahori, et al.). J. Am. Chem. Soc. 123, 6617–6628. (2001).
- Fullerenes as Novel Acceptors in Photosynthetic Electron Transfer (Imahori, H. and Sakata, Y.). European Journal of Organic Chemistry. 10, 2445-2457. (1999).
- Donor-linked fullerenes: Photoinduced electron transfer and its potential application (Imahori, H. and Sakata, Y.). Advanced Materials 9, 537-546. (1997).
- Linkage and Solvent Dependence of Photoinduced Electron Transfer in Zincporphyrin-C60 Dyads (Imahori, H. et al.). J. Am. Chem. Soc. 118, 11771–11782. (1996).

## 受賞歴
2007年〈平成19年〉に「フラーレンを用いた光エネルギー変換」に関する業績が認められ、山中伸弥（2012年〈平成24年〉ノーベル生理学・医学賞受賞）と共に大阪科学賞を受賞。さらに2024年〈令和6年〉には「光化学研究に関する教育・研究の発展」に貢献したことから紫綬褒章の授与が決定した。
- 2002年〈平成14年〉- ポルフィリン・フタロシアニン国際学会研究奨励章 [SPP (The Society of Porphyrins and Phthalocyanines) -JPP (The Journal of Porphyrins and Phthalocyanines) Young Investigator Award in Porphyrin Chemistry at the Second International Conference on Porphyrins and Phthalocyanines]
- 2004年〈平成16年〉- 光化学会賞
- 2006年〈平成18年〉- 日本学術振興会賞
- 2006年〈平成18年〉- 日本化学会学術賞
- 2007年〈平成19年〉- 大阪科学賞
- 2007年〈平成19年〉- 東京テクノ・フォーラム21ゴールドメダル賞
- 2022年〈令和4年〉  - 日本化学会賞
- 2024年〈令和6年〉  - 紫綬褒章